# Justicia harlingii
Justicia harlingii är en akantusväxtart som först beskrevs av Wassh., och fick sitt nu gällande namn av Wassh.. Justicia harlingii ingår i släktet Justicia och familjen akantusväxter. Inga underarter finns listade i Catalogue of Life.